# 陳曉莉
陳曉莉（1971年8月1日—），出生於台北萬華，臺灣羽毛球運動員，曾獲1992年世界大學錦標賽女單冠軍、兩次全國公開賽及兩次全國排名賽女單冠軍。

## 生平
陳曉莉出生自臺北萬華，父陳文和為羽球愛好者。陳曉莉高中時就讀北一女中，曾代表該校贏得臺灣區中等學校運動會女子團體金牌；高中畢業後就讀國立體育學院。選手時期隸屬於中國石油羽球隊，18歲時首奪全國排名賽女單桂冠，總計曾在國內獲得兩次全國公開賽、兩次全國排名賽女子單打冠軍:118-120。1992年，陳曉莉前往瑞典參加第二屆世界大學羽球錦標賽，最終贏得女單冠軍、女雙季軍。1994年，於奧地利公開賽獲得女單亞軍。亦曾參加1990年、1992年優霸盃亞洲區預賽:153。
退役後，陳曉莉曾在靜修女中擔任代課老師，後受中油羽球隊教練引薦成為中油員工。

## 家庭
陳曉莉丈夫李謀周曾獲15次排名賽冠軍，兩人為同時期羽球選手，因經常一起出國比賽而日久生情，交往三年後結婚。婚後育有一對兒女，皆為羽球運動員。女兒李佳馨在2014年的第一次全國排名賽同時奪得女單及女雙冠軍、兒子李佳豪在2018年第二次全國排名賽奪得男單冠軍，一家四口皆曾獲全國冠軍。